# Matti Bauer
Matti Bauer est un réalisateur allemand né à Dießen am Ammersee en 1955. Il est spécialisé dans les films documentaires.